# Virginia Tedeschi-Treves
Virginia Tedeschi-Treves (Vérone, 22 mars 1849 - Milan, 7 juillet 1916) est une écrivaine et journaliste italienne. 